# Aire urbaine de Château-Salins
L'aire urbaine de Château-Salins est une aire urbaine française centrée sur la ville de Château-Salins.

## Caractéristiques
D'après la définition qu'en donne l'INSEE, l'aire urbaine de Château-Salins est composée de 12 communes, situées dans la Moselle. Ses 5 456 habitants font d'elle la 656e aire urbaine de France.
2 communes de l'aire urbaine sont des pôles urbains.
Le tableau suivant détaille la répartition de l'aire urbaine sur le département (les pourcentages s'entendent en proportion du département) :
| Département | Communes | Communes (%) | Superficie (km²) | Superficie (%) | Population (2012) | Population (%) |
| ----------- | -------- | ------------ | ---------------- | -------------- | ----------------- | -------------- |
| Moselle     | 12       | 2,2          | 119,19           | 1,5            | 5 456             | 1,6            |

L'aire urbaine de Château-Salins est rattachée à l'espace urbain Est.

## Communes
Voici la liste des communes françaises de l'aire urbaine de Saint-Avold.
| Code INSEE | Commune               | Type                  | Département | Superficie (km²) | Population (2012) | Densité (hab./km²) |
| ---------- | --------------------- | --------------------- | ----------- | ---------------- | ----------------- | ------------------ |
| 57018      | Amelécourt            | Commune monopolarisée | Moselle     | +0007,56         | +00 000151,       | +00020,            |
| 57132      | Château-Salins        | Pôle urbain           | Moselle     | +0010,76         | +0 0002 444,      | +00227,            |
| 57238      | Fresnes-en-Saulnois   | Commune monopolarisée | Moselle     | +0012,89         | +00 000183,       | +00014,            |
| 57257      | Gerbécourt            | Commune monopolarisée | Moselle     | +0002,95         | +00 000105,       | +00011,            |
| 57288      | Grémecey              | Commune monopolarisée | Moselle     | +0009,04         | +00 000101,       | +00011,            |
| 57290      | Hampont               | Commune monopolarisée | Moselle     | +0011,23         | +00 000200,       | +00018,            |
| 57295      | Haraucourt-sur-Seille | Commune monopolarisée | Moselle     | +0008,08         | +00 000112,       | +00014,            |
| 57423      | Lubécourt             | Commune monopolarisée | Moselle     | +0003,45         | +000 00061,       | +00018,            |
| 57448      | Marsal                | Commune monopolarisée | Moselle     | +0011,11         | +00 000252,       | +00023,            |
| 57485      | Morville-lès-Vic      | Commune monopolarisée | Moselle     | +0008,14         | +00 000135,       | +00017,            |
| 57490      | Moyenvic              | Commune monopolarisée | Moselle     | +0014,48         | +00 000376,       | +00026,            |
| 57712      | Vic-sur-Seille        | Pôle urbain           | Moselle     | +0019,5          | +0 0001 336,      | +00069,            |
|            | Total                 |                       |             | +0119,19         | +0 0005 456,      | +00045,            |